# アーサー・ルウェリン・デイヴィス
アーサー・ルウェリン・デイヴィス (Arthur Llewelyn Davies 1863年2月20日–1907年4月19日) は、イングランドの法廷弁護士。ジェームス・マシュー・バリーがピーター・パンの着想を得るのに貢献したルウェリン・デイヴィス家の息子たちの父親で知られる。

## 経歴
1863年、カービー・ランズデイルにて牧師ジョン・ルウェリン・デイヴィスとメアリー・クロンプトンのもとに次男として生まれた。父ジョンはトリニティ・カレッジ (ケンブリッジ大学)のフェローであった。初期の登山家でアルプス山脈で3番目に高いドーム山に初登頂した。貧困およびキリスト教社会主義グループでの不平等に異議を唱えていた。アーサーはマルボロ・カレッジおよびトリニティ・カレッジに通学した。短期間イートン・カレッジの講師をしていたが、弁護士として開業するため離職した。姉マーガレット・ルウェリン・デイヴィスは婦人参政権論者であった。
1889年、漫画家および作家のジョージ・デュ・モーリアの娘で、俳優のジェラルド・デュ・モーリエの姉であるシルヴィアとディナー・パーティで出会い、その直後2人は婚約した。1892年に結婚し、ジョージ(1893年–1915年)、ジャック(1894年–1959年)、ピーター(1897年–1960年)、マイケル(1900年–1921年)、ニコラス(1903年–1980年)の5人息子をもうけた。
1897年、保育園児のジョージとジャックは赤ん坊であったピーターとナニーのメアリー・ホグソンと共にケンジントン・ガーデンズに出掛けた際バリーと出会った。1898年、新年会のディナー・パーティにおいてデイヴィスと妻シルヴィアはバリーと妻メアリーと初めて対面し、シルヴィアはバリーとの友情を感じた。当初デイヴィスはシルヴィアと息子たちがバリーとの友情を深めることに感心せず、子供たちほどバリーに友情を感じなかったが、それ以降も関わり続けていた。デイヴィスはバリーがデイヴィス邸で長時間過ごすこと、子供のいなかったバリー夫妻のために共にバリー家所有のコテージを訪問することを許諾した。あるホリデー期間中、2家族は共に過ごし、バリーは少年たちの冒険の多くの写真を撮影し、写真絵本『The Boy Castaways 』を編纂した。2冊のうち1冊をデイヴィスに寄贈したが、デイヴィスは電車でなくしてしまった。
1901年、バリーの小説『小さな白い鳥』が出版された。シルヴィアに似た女性とその息子でジョージの年齢の少年が、バリーのような男性と友人となる物語である。1904年12月、デイヴィス家の息子たちに着想を得たバリーの戯曲『ピーター・パンあるいは大人になりたがらない少年』が初演された。1906年、小説『ケンジントン公園のピーター・パン』には『小さな白い鳥』のピーター・パンが再び登場し、バリーは「シルヴィア、アーサー・ルウェリン・デイヴィスそしてその息子たちであり私の息子たちに捧ぐ」と記した。
1904年、バリーの戯曲の初演と同じ年にデイヴィス家はロンドンからハートフォードシャーのバーカムステッドにあるエリザベス朝様式のイーガートン・ハウスを購入し転居した。1906年、デイヴィスは頬が腫れあがってきていることに気付き、それが悪性肉腫と判明した。2回手術を受け、上顎、口蓋、頬骨、涙管のほとんどを除去した。人工の顎を装着したが、見た目は変形し、話すこともできず、癌を全て除去することもできずに激痛が残った。小説や脚本で裕福となったバリーはデイヴィスの医療費を肩代わりし、特に最期の数ヶ月間は頻繁に見舞っていた。デイヴィスはピーター宛ての手紙にバリーについて「我々のとても良い友人」と記した。家族はそれぞれ2人がいかに親しくなっていったかを語っている。1907年4月17日、デイヴィスは44歳でイーガートンにて亡くなった。

## メディア
1978年、BBCはミニシリーズ『The Lost Boys 』を制作した。ティム・ピゴット＝スミスがデイヴィス役を演じた。
2004年の映画『ネバーランド』、2012年のミュージカル『ファインディング・ネバーランド』ではシルヴィアとバリーの関係および『ピーター・パン』執筆について描かれたが、デイヴィスは登場しない。どちらもバリーがデイヴィス家と関わるようになった時にはデイヴィスはすでに亡くなったことにされている。物語を簡潔にし、デイヴィス夫妻の関係に影響を与えたと印象付けることを避けるためにデイヴィスの存在はカットされた。